# Rheinisch-Westfälischer Staatspreis für Denkmalpflege
Der Rheinisch-Westfälische Staatspreis für Denkmalpflege ist eine staatliche Auszeichnung des Landes Nordrhein-Westfalen auf dem Gebiet der Denkmalpflege. Der Denkmalschutzpreis ist mit 7000 Euro dotiert und wird in einer feierlichen Veranstaltung jährlich ungeteilt an einen Bewerber verliehen. Die Auslobung erfolgt im jährlichen Wechsel, ein Jahr im Gebiet des Landschaftsverbands Rheinland, im folgenden Jahr im Gebiet des Landschaftsverbands Westfalen-Lippe. Eine Jury, der neben einem Vertreter des Ministeriums für Bauen, Wohnen, Stadtentwicklung und Verkehr des Landes Nordrhein-Westfalen, der Landeskonservator des jeweiligen Landschaftsverbands sowie Vertreter der privaten Denkmaleigentümer, der Kirchen, der Unteren Denkmalbehörden, des Rheinischen Vereins für Denkmalpflege und Landschaftsschutz bzw. des Westfälischen Heimatbundes, von Hochschulen sowie Kultur-Journalisten angehören, wählt den Preisträger aus den Bewerbungen aus.